# 유발
유발(柳發, 1683년 8월 24일(음력 7월 3일)∼1775년 8월 31일(음력 8월 6일))은 조선시대 후기의 문신, 학자이다. 음서로 출사하였으며 반계 유형원의 증손자라는 이유로 영조의 특별한 총애를 받아, 과거 시험에 합격하지 않고도 관직이 숭록대부 판중추부사에 이르렀다. 
음서로 사옹원주부, 경릉령, 좌수운판관을 역임했고 노인직으로 통정, 가선, 가의, 자헌, 정헌을 거쳐 숭정, 숭록에 이르렀고, 1773년 기로소에 들어갔다. 비슷한 시대를 살던 실학자 성호 이익은 그의 증조부뻘이었는데, 이익의 아버지 이하진이 63세의 나이에 막내아들인 이익을 얻었으므로 그와 비슷한 또래였다. 본관은 문화(文化)이고 자는 백흥(伯興)이며, 호는 수촌(秀村)이다. 경기도 광주시(廣州郡) 출신.

## 생애

### 젊은 시절
반계 유형원(柳馨遠)의 증손이며, 호조판서에 추증된 유응린(柳應麟)의 아들이다. 어머니 밀양박씨(密陽朴氏)는 내시교관(內寺敎官)으로 사후 이조참판(吏曹參判)에 추증된 박해(朴澥)의 딸이다. 
증조부 반계 유형원은 실학자 성호 이익에게는 6촌 형이 되나 나이차이는 59세 연차가 난다. 이는 유형원의 외증조부 이상의(李尙毅)는 좌찬성을 지냈는데 그는 15세에 장남 이지완(李志完)을 얻고, 아들 이지선(李志宣), 이지굉(李志宏), 이지정(李志定), 이지인(李志寅), 이지유(李志裕)를 얻은 뒤에 40세가 넘은 나이에 일곱째 아들 이지안(李志安)을 얻었다. 성호 이익은 이지안의 장남 이하진(李夏鎭)의 아들이었지만 그가 63세의 고령에 둘째 부인 권씨에게서 이익을 얻었다. 촌수로는 증조부뻘 되는 성호 이익은 그보다 불과 2살 연상이었다.
1700년 모친상을 당하고 계모 이씨를 맞이하였고, 1718년 아버지 유응린이 죽은 뒤 과거를 단념하려 하였으나 계모 이씨가 과거를 단념하는 것은 옳지 않다고 권고하므로 계모의 권고로 과거에 몇번 응시하였으나 낙방하였다. 1748년 계모 이씨의 상을 당했는데 정성으로 3년상을 마쳤다.

### 관료 생활
1723년(경종 3) 사마시에 합격하였고, 1754년(영조 30)에 처음으로 음서로 출사하여 온릉참봉(溫陵參奉)에 임명되었다. 1756년(영조 32) 6월 선공감봉사(繕工監奉事)를 거쳐 1757년(영조 33) 10월 종묘서직장(宗廟署直長)이 되었다. 종묘서직장으로 있을 때 영조의 정비 정성왕후(貞聖王后)의 우주(虞主, 우제(虞祭)때 사용한 신주)를 매안(埋安)할 때 공이 그 일을 감독하였는데, 태묘(太廟) 북쪽 뜰의 흙 속에서 반자쯤 되는 옥 조각을 캐내어 손으로 닦고 보니 '성역조호천종사극소부전열내(聖亦造乎天縱肆克紹夫前烈乃)'의 13자가 글자의 획이 또렷하게 새겨져 있었다. 공은 이것이 선조(先朝)의 옥책(玉冊)일 것이라 여기고 역대 조선의 국왕들의 시책(諡冊)을 찾아보았더니 인종(仁宗) 세실(世室)의 시책이었다. 임진왜란이 끝난 뒤에 다른 임금들의 시책은 다시 만들었지만 유독 인종의 시책만은 미처 만들 겨를이 없었던 것이다. 
이를 종묘서제조에게 알려 도감을 설치하고 종묘에 특별히 봉안하였고 이때 그의 이름이 알려지게 되었다. 이후 영조는 특명으로 그를 종6품으로 승진시켰다. 1758년(영조 34) 사옹원주부(司饔院主簿)가 되고 얼마 뒤 경릉령(敬陵令) 등을 역임하고, 1759년 영조가 “반계(磻溪)의 후손으로서 오래도록 하급 관직에 있는 것이 애석하다.”며 그해 겨울에 그를 사재감첨정(司宰監僉正)에 승진시켰다가 좌수운판관(左水運判官)에 임명되었다. 1761년(영조 37)에 임기가 차서 돌아왔다. 
1762년(영조 38)에 나이가 80세라 하여 특별히 우로예전의 예로 통정(通政)에 승진되었고, 그해 겨울에 오위장(五衛將)에 제수되었다. 1763년(영조 39) 경복궁(景福宮)서 영조가 즉위 40년 기념하례를 받고 우로(優老)의 은전(恩典)을 거행하였는데, 이때 특별히 가선(嘉善)으로 승진하고 오위장직을 그대로 유지하였다. 동지중추원사(同知中樞院事)·정헌대부·숭록대부 등을 제수받았고, 판중추부사까지 이르렀다.

### 영조의 각별한 총애와 특별 은전
1764년(영조 40)에 동지중추부사에 제수되었고, 1766년(영조 42)에 가의(嘉義)에 승진되었다. 1769년(영조 45) 오위장에 특별 임명되었다. 그 해에, 그의 동생인 유훈(柳薰)이 사간원의 간관으로서 입시(入侍)하였는데, 영조가 특별히 그의 정력이 아직도 건강한지의 여부를 묻고 즉시 입시하게 하여 이조와 병조에 명하여 '이번에 《반계수록》을 간행하니, 의당 그의 후손을 우선으로 녹용(錄用)해야 한다.'하며 당시 한 자리 궐석인 오위장직에 그를 임명하였다. 
1770년(영조 46)에 자헌(資憲)에 승진되었다. 4월에 입시(入侍)하도록 하여 음식과 기거(起居)의 상태가 어떠한지를 묻고 특별 명령을 내려 정헌(正憲)에 승진시키고 즉석에서 지중추(知中樞)에 제수하였다. 그리고 또 하교하기를, '이 노인의 아들 명위(明渭)가 경인년 과거에 급제하였으니 다시 등용하는 명을 내려야 하는데 나는 오늘 그들 부자의 관직을 동시에 제수하려고 한다.'하며, 즉시 제릉 참봉(齊陵參奉)에 제수하였다. 이어 음식을 하사하고 액례(掖隷)로 하여금 남은 음식을 그의 아들에게 선물로 주도록 하였다. 그리고 유발의 증(曾), 조(祖), 부(父) 3대에게 특별히 증직(贈職)을 추서하는 것도 이날 거행하도록 했다. 이로써 그의 증조부인 유형원에게 호조참의 직책이 특별 추서되었다. 과거에 급제하지 않았는데도 거듭된 혜택과 총애가 아주 보기 드문 것이었으므로 사람들이 부러워하였다.
1772년(영조 48) 겨울에 지사(知事) 이제암(李齊嵒), 판서(判書) 심각(沈瑴), 판서 남태제(南泰齊), 판서 심성진(沈星鎭), 판서 이익정(李益炡), 승지 황준(黃晙), 승지 이규응(李奎應), 참의(參議) 홍양보(洪亮輔), 동의금(同義禁) 홍성(洪晟), 좌윤(左尹) 이광익(李光瀷), 승지 김조윤(金朝潤), 사간(司諫) 이수일(李秀逸) 등 고령 대신들을 그의 집에 불러 노인회(老人會)의 잔치를 벌였다. 이 때에 채제공(蔡濟恭)이 호조 판서로 있고 동생 유훈이 홍주 목사(洪州牧使)로 있으면서 모두 잔치의 물품을 부조하였다. 관현악을 함께 연주하며 종일토록 한껏 즐기고 나서 파하였는데, 공이 시(詩)를 지어 기쁨을 기념하니 진신(縉紳) 및 사우(士友)들이 서로 뒤질세라 그 시에 화답하였다. 
1773년(영조 49) 기로소에 들어갔다. 그해 봄에 영조가 기로사(耆老社)의 신하를 통하여 이 일을 듣고 유발을 부르도록 하니, 승정원의 관리가 잇따라 와서 독촉하였다. 이에 그가 집경당(集慶堂)에 입시(入侍)하자 왕에게 저술하는 책과 읽는 책에 대해 보고하고, 전일에 송독한 글을 외우도록 하였다. 이에 공이 꿇어앉아 《시경(詩經)》 억계장(抑戒章)을 외웠는데 음성이 청아하고 장엄하였다. 상이 이르기를,
“기이하다. 그의 아들이 필시 따라왔을 것이니 들이도록 하라.”하고, 이어 어느 관직에 있는가를 하문하였는데 시신(侍臣)이 제용감 봉사(濟用監奉事)라고 대답하니 즉시 6품으로 승진시키도록 하였다. 그리고 호조에 명하여 쌀, 고기, 옷감 등의 물품을 실어 보내도록 하였다.

### 생애 후반
1773년 그의 나이가 91세가 되었다 하여 특별히 숭정대부(崇政大夫)에 승진되었다. 4월에 영조가 진연(進宴)한 뒤에 또 대궐에서 양로연(養老宴)을 주관하여 특별히 참석하고 돌아왔다. 영조가 어제(御製)로 지은 시(詩) 3구(句)를 그에게 내려주자 그는 특별히 인쇄하여 집에 가보로 간직하게 하였다. 그해 6월에 포천 군수(抱川郡守)로 부임하는 아들을 따라 경기도 포천군으로 내려갔다.
1774년(영조 50)에 숭록(崇祿)에 승진되고 판중추부사가 되었다. 1775년(영조 51) 봄에 포천군의 어린 손자가 동몽교관으로 부임하여 《소학(小學)》을 가르쳤는데, 이해에 영조가 특별히 그의 안부를 묻고 내국(內局)으로 하여금 인삼 1포대를 올리게 하여 영조가 친히 선물로 그에게 직접 내려 주며 '돌아가 너의 할아버지에게 전해 드려서 달여 마시도록 하라.'하고, 특명으로 손자를 호위하여 보내도록 하였다. 그해 4월에 그의 둘째 손자 유회(柳誨)가 전강(殿講)에서 급제하였는데, 상이 승지에게 신래(新來)를 부르도록하고 그의 얼굴에 먹칠을 하고 이르기를, '그 모습으로 돌아가 너의 할아버지에게 뵈어 드려라.'하고, 또 분부하기를, '백 세 노인의 손자가 과거에 급제하였으니 또한 특이한 일이다. 그의 할아버지에게 옷감을 하사하여 나의 뜻을 표하도록 하라.'하였다. 그리고 또 유회에게 5월 정시(庭試) 문과에 직부(直赴)할 자격을 주었다. 
1775년(영조 51) 8월에 병석에 누웠다가 8월 6일에 광주군 자택의 정침(正寢)에서 사망하였다. 사망 당시 그의 나이는 향년 93세이다. 조정과 시골의 사람들이 모두 말하기를, '대로(大老)가 서거(逝去)하였다.'고 하였다. 

### 사후
1775년 10월 29일 경기도 죽산부(竹山府) 용천(湧泉)의 야산 건좌(乾坐)의 증조부 유형원 묘소 앞에 안장하였다. 그는 증조할아버지 유형원의 후광을 입어 영조의 총애를 많이 받았는데, 영조는 유형원의 개혁사상을 특별히 높이 평가했다. 

## 가족 관계
- 고조부 : 유흠(柳欽)
  - 증조부 : 유형원(柳馨遠)
    - 할아버지 : 유하(柳昰)
      - 아버지 : 유응린(柳應麟)
      - 어머니 : 박해의 딸
        - 부인 : 창평 이씨 - 통덕랑(通德郞) 이하석(李夏錫)의 딸 
          - 장남 : 유명위(柳明渭)
          - 차남 : 유광위(柳光渭)

## 평가
그는 평소 행의(行誼)가 독실하였고 경사(經史)와 제자백가서에 해박하였으며, 문장과 글씨에 뛰어났다.

## 같이 보기
- 유형원
- 안정복
- 이익